# Морозко, Валерий Николаевич
Валерий Николаевич Морозко (26 апреля 1964, Калининград — 21 июня 2008, там же) — русский художник-живописец, график, автор экспозиций. Член Союза художников России с 1995 года. Член Союза дизайнеров России с 2004 года.

## Биография
Родился 26 апреля 1964 года в городе Калининграде. Отец — Морозко Николай Александрович. Мать — Морозко Галина Михайловна.
Окончил Калининградскую городскую детскую художественную школу (1974—1979 гг.). В 1979—1980 учился в Минском художественном училище им. А. К. Глебова. В 1983 окончил художественно-оформительское отделение Калининградского областного музыкального училища.
В 1990 году окончил факультет декоративно-прикладного искусства Ленинградского высшего художественно-промышленного училища им. В. И. Мухиной по специальности «дизайнер-исследователь».

## Персональные выставки
1993 г. — «Новейшая археология», Областной историко-художественный музей / Калининград
1995 г. — «Туфляндия», Областной историко-художественный музей / Калининград
1997 г. — «Штильная жизнь», Немецко-русский дом / Калининград
1999 г. — Выставка живописи и графики. (Совместно с А.Семенихиным). Областной музей «Художественная галерея» / Калининград
2002 г. — «Числа Фибоначчи», Областной историко-художественный музей / Калининград
2003 г. — «Флора и фауна Невидалии», Музей Мирового океана / Калининград
2005 г. — «Экспонариум», Немецко-русский дом / Калининград
2007 г. — «Мишенизмы», Областной историко-художественный музей / Калининград
2008 г. — «Типографика» (Совместно с И. Исаевым), Дом художника / Калининград

## Участие в выставках
1992—1993 гг. — Групповая выставка «236000», Калининградский областной историко-художественный музей; Дом Кёнигсберга, Дуйсбург, Германия.
1993 г. — Областная выставка-конкурс «Собор», Калининградский областной историко-художественный музей.
1994 г. — «Альбертина 1544 — Кёнигсбергский университет 1994», Калининградский областной историко-художественный музей.
1994 г. — «Калининградские и кёнигсбергские художники чтят И.Канта», Калининградская художественная галерея; Восточно-Прусский культурный центр, Эллинген, Германия.
1995 г. — «Театр слова», Калининградский областной историко-художественный музей.
1996 г. — Выставка калининградских художников, Треллеборг, Упсула, Швеция.
1996 г. — Выставка-конкурс почтовой открытки, Калининградский областной историко-художественный музей.
1996 г., 1998 г. — Международная биеннале станковой графики «Калининград-Кенигсберг», Калининградская художественная галерея.
2004 г. — Всероссийский конкурс на лучший графический и товарный знак «Золотая блоха», Чебоксары, Санкт-Петербург, Тула.
1997 г. — Отчётная выставка КОСХ России, Дом художника, Калининград.
1999—2000 гг. — «Обед с Кантом», Дом Кенигсберга, Дуйсбург, Германия; Калининградский областной историко-художественный музей.
2000 г. — Отчётная выставка, посвящённая 50-летию КОСХ, Калининградская художественная галерея.
2003 г. — «Природа вдохновения», Калининградская художественная галерея.
2005 г. — Художественная выставка, посвящённая 750-летию Кёнигсберга, Дом художника, Калининград.
2005 г. — «Фотомания 2005», Калининградская художественная галерея.
2008 г. — «Профессионалы», Калининградская художественная галерея.
Работы находятся в собраниях: Областного историко-художественного музея (г. Калининград), Калининградской художественной галереи (Россия), Музея обуви фирмы «Минке» (г. Дуйсбург, Германия).

## Иная деятельность
2001—2005 гг. — работал в качестве члена дипломной комиссии в Калининградской городской детской художественной школе.
1996 г. — проведение мастер-класса для одаренных детей по программе Калининградской областной администрации «Юные дарования» в г. Светлогорске.
1992—1993 гг. — исполнение ряда проектов для экспозиции Калининградского областного историко-художественного музея.
1993—1994 гг.- изготовление макета острова Кнайпхоф, который был подарен городом Дуйсбург Калининграду к 450-летию университета Альбертины. (макет находится в Калининградском областном историко- художественном музее).
Разные годы — оформление ряда книг для Калининградского книжного издательства, а также для издательства United Soft Media (г. Мюнхен).

## Награды
Специальный приз выставки-конкурса «Собор», Областной историко-художественный музей, Калининград, 1993 г.
3-я премия в номинации «История нашего города» выставки-конкурса почтовой открытки, Областной историко-художественный музей, Калининград, 1996 г.
Специальный приз IV международной Биеннале графики, Областной музей «Художественная галерея», Калининград, 1996 г.
Номинант шорт-листа всероссийского конкурса на лучший графический и товарный знак «Золотая блоха», Чебоксары, С.-Петербург, Тула, 2004 г.
Специальный приз жюри вставки «Фотомания 2005», Областной музей «Художественная галерея», Калининград, 2005 г.